# Ngân hàng Hoàng Gia Canada
Ngân hàng Hoàng Gia Canada (tiếng Anh: Royal Bank of Canada, tiếng Pháp: Banque royale du Canada), tên viết tắt là RBC, là một công ty dịch vụ tài chính đa quốc gia của Canada và là ngân hàng lớn nhất ở Canada tính theo giá trị vốn hóa thị trường. Ngân hàng phục vụ hơn 17 triệu khách hàng và có hơn 89.000 nhân viên trên toàn thế giới. Thành lập vào năm 1864 tại Halifax, Nova Scotia, ngân hàng này có trụ sở chính tại Toronto và Montreal. Số tổ chức của RBC là 003. Vào tháng 11 năm 2017, RBC đã được thêm vào danh sách các ngân hàng hệ thống quan trọng toàn cầu.
Tại Canada, các hoạt động ngân hàng thương mại và cá nhân của RBC mang thương hiệu song ngữ là RBC Royal Bank và RBC Banque Royale, phục vụ khoảng 10 triệu khách hàng thông qua mạng lưới 1.209 chi nhánh. Ngân hàng RBC là một công ty con của RBC tại Hoa Kỳ, trước đây có 439 chi nhánh ở sáu tiểu bang vùng Đông Nam Hoa Kỳ, nhưng hiện công ty con này chỉ cung cấp dịch vụ ngân hàng xuyên biên giới cho du khách và người Canada sinh sống tại Hoa Kỳ. Một công ty con khác của RBC tại Hoa Kỳ là City National Bank với 79 chi nhánh tại 11 tiểu bang của Hoa Kỳ. RBC cũng có 127 chi nhánh tại mười bảy quốc gia ở vùng Caribê, phục vụ hơn 16 triệu khách hàng.
Năm 2011, RBC là công ty Canada lớn nhất tính theo doanh thu và giá trị vốn hóa thị trường và xếp hạng thứ 50 trong danh sách Forbes Global 2000 năm 2013. Công ty có hoạt động ở Canada và 36 quốc gia khác, và có 1,01 nghìn tỷ tài sản đang quản lý (AUM) vào năm 2021.